# Кубок Джей-ліги 2000
Кубок Джей-ліги 2000 — 8-й розіграш Кубка Джей-ліги. У змаганні брали участь 27 футбольних колективів із Джей-ліги 2000 (першого та другого дивізіонів). Титул вдруге здобув Касіма Антлерс.

## Календар
| Раунд        | Дата матчів                | Матчі | Клуби   |
| ------------ | -------------------------- | ----- | ------- |
| Перший раунд | 12 квітня - 14 червня 2000 | 22    | 27 → 16 |
| 1/8 фіналу   | 28 червня - 12 липня 2000  | 16    | 16 → 8  |
| 1/4 фіналу   | 30 серпня/6 вересня 2000   | 8     | 8 → 4   |
| 1/2 фіналу   | 11/18 жовтня 2000          | 4     | 4 → 2   |
| Фінал        | 4 листопада 2000           | 1     | 2 → 1   |

## Перший раунд
| Команда 1                | Заг. | Команда 2              | 1-й матч | 2-й матч |
| ------------------------ | ---- | ---------------------- | -------- | -------- |
| 12/19 квітня 2000        |      |                        |          |          |
| Монтедіо Ямаґата (2)     | 1:3  | Санфречче Хіросіма     | 0:3      | 1:0      |
| Омія Ардія (2)           | 0:6  | Віссел Кобе            | 0:4      | 0:2      |
| Кавасакі Фронтале        | 4:2  | Урава Ред Даймондс (2) | 3:0      | 1:2      |
| Сьонан Бельмаре (2)      | 2:3  | Авіспа Фукуока         | 2:3      | 0:0      |
| Ванфоре Кофу (2)         | 1:7  | Йокогама Ф. Марінос    | 0:2      | 1:5      |
| Альбірекс Ніїґата (2)    | 1:4  | Кіото Санґа            | 0:1      | 1:3      |
| Сересо Осака             | 3:0  | Вегалта Сендай (2)     | 2:0      | 1:0      |
| Саґан Тосу (2)           | 1:3  | Верді Кавасакі         | 0:1      | 1:2      |
| Ойта Трініта (2)         | 3:5  | ДЖЕФ Юнайтед Ітіхара   | 2:2      | 1:3      |
| 19 квітня/24 травня 2000 |      |                        |          |          |
| Ґамба Осака              | 3:1  | Консадолє Саппоро (2)  | 2:1      | 1:0      |
| 7/14 червня 2000         |      |                        |          |          |
| Сімідзу С-Палс           | 7:2  | Міто Холліхок (2)      | 4:1      | 3:1      |

## 1/8 фіналу
| Команда 1              | Заг.         | Команда 2          | 1-й матч | 2-й матч |
| ---------------------- | ------------ | ------------------ | -------- | -------- |
| 28 червня/5 липня 2000 |              |                    |          |          |
| Йокогама Ф. Марінос    | 4:2          | Санфречче Хіросіма | 4:1      | 0:1      |
| 5/12 липня 2000        |              |                    |          |          |
| Кавасакі Фронтале      | 2:1          | Касіва Рейсол      | 1:0      | 1:1 дч   |
| Сересо Осака           | 0:2          | Верді Кавасакі     | 0:1      | 0:1      |
| Кіото Санґа            | 1:2          | Токіо              | 1:1      | 0:1      |
| Ґамба Осака            | 2:2 пен. 2:3 | Джубіло Івата      | 0:1      | 2:1      |
| Авіспа Фукуока         | 3:4          | Касіма Антлерс     | 1:1      | 2:3 дч   |
| ДЖЕФ Юнайтед Ітіхара   | 2:3          | Наґоя Ґрампус      | 1:1      | 1:2      |
| Віссел Кобе            | 2:4          | Сімідзу С-Палс     | 2:0      | 0:4      |

## 1/4 фіналу
| Команда 1                | Заг. | Команда 2         | 1-й матч | 2-й матч |
| ------------------------ | ---- | ----------------- | -------- | -------- |
| 30 серпня/6 вересня 2000 |      |                   |          |          |
| Верді Кавасакі           | 0:2  | Кавасакі Фронтале | 0:0      | 0:2      |
| Джубіло Івата            | 2:3  | Кіото Санґа       | 1:1      | 1:2 дч   |
| Йокогама Ф. Марінос      | 3:4  | Касіма Антлерс    | 1:2      | 1:1      |
| Сімідзу С-Палс           | 4:6  | Наґоя Ґрампус     | 4:6      | 0:0      |

## 1/2 фіналу
| Команда 1         | Заг. | Команда 2         | 1-й матч | 2-й матч |
| ----------------- | ---- | ----------------- | -------- | -------- |
| 11/18 жовтня 2000 |      |                   |          |          |
| Кіото Санґа       | 2:3  | Кавасакі Фронтале | 0:2      | 2:1 дч   |
| Наґоя Ґрампус     | 3:6  | Касіма Антлерс    | 1:3      | 2:3      |

## Фінал
| 4 листопада 2000 |

| Касіма Антлерс         | 2:0      | Кавасакі Фронтале |
| ---------------------- | -------- | ----------------- |
| Наката 31' Бісмарк 63' | Протокол |                   |

| Національний стадіон, Токіо Глядачів: 26 992 Арбітр: Леслі Моттрам |